# Motiș (okręg Sybin)
Motiș – wieś w Rumunii, w okręgu Sybin, w gminie Valea Viilor. W 2011 roku liczyła 511 mieszkańców.